# Hiperkarma (maxi)
A Hiperkarma című maxi a Hiperkarma együttes első, Cím Nélküliként vagy Hiperkarma albumként emlegetett lemeze dalaiból készült három részes maxisorozatának 2002-es megjelenésű lezáró darabja.

## A maxi dalai
1. Hiperkarma
2. Hiperkarma [Para-dox-on Mix I.]
3. Hiperkarma [Para-dox-on Mix II.]
4. Kérdőjel